# Hilton Clarke (1979-)
Pour les articles homonymes, voir Hilton, Clarke et Hilton Clarke.
Hilton Clarke (né le 7 novembre 1979 à Ormond (en) en Australie) est un coureur cycliste australien. Il est passé professionnel en 2001 dans l'équipe NetZero.

## Biographie
Fin 2014, ses dirigeants annoncent qu'il fera toujours partie de l'effectif de la formation UnitedHealthcare en 2015.
En 2015, il remporte la Clarendon Cup, la Crystal Cup, le Manhattan Beach Grand Prix et la sixième étape de l'Intelligentsia Cup.

## Palmarès
- 2000
  - 5e étape du Tour de Tasmanie
  - Melbourne to Warrnambool Classic
- 2001
  - 12e et 14e étapes de l'International Cycling Classic
  - 12e étape du Tour de Southland
  - 3e des Geelong Bay Classic Series
- 2002
  - 5e et 9e étapes du Herald Sun Tour
  - Pomona Valley Stage Race
  - 1re étape des Geelong Bay Classic Series
  - Another Dam Race :
    - Classement général
    - 2e étape

  - 1re étape du Nature Valley Grand Prix
  - 2e, 6e et 12e étapes de l'International Cycling Classic
  - Tour of Sunraysia :
    - Classement général
    - 3e et 6e étapes

  - 5e et 9e étapes du Herald Sun Tour
  - 7e étape du Tour de Southland
  - Launceston International Classic
  - 2e de la Jayco Bay Classic
- 2003
  - 1re et 2e étapes du Tour d'Égypte
  - 2e étape du Herald Sun Tour
  - 3e du Circuit Het Volk espoirs
- 2004
  - 3e du Grote Prijs Dr. Eugeen Roggeman
- 2005
  - 5e étape des Geelong Bay Classic Series
  - 1re étape de l'International Cycling Classic
  - 7e étape du Herald Sun Tour
  - 2e des Geelong Bay Classic Series
- 2006
  - Classement général de la Jayco Bay Classic
  - Gastown Grand Prix
  - 2e étape du Tour de Delta
  - 1re étape du Herald Sun Tour
  - Rochester Twilight Criterium
  - 2 étapes du Tour of Elk Grove
  - 3e du Tour de Delta
- 2007
  - Kelly Cup
  - Tour de Somerville
  - Rochester Twilight Criterium
  - 3e du CSC Invitational
- 2008
  - Sunny King Criterium
  - 2e étape de la Mount Hood Cycling Classic
  - 1re étape du Tulsa Tough
  - 3e étape de la French Broad Cycling Classic
  - 2e étape du Tour of Elk Grove
  - Launceston International Classic
  - 2e du Gastown Grand Prix
  - 2e du Tour of Elk Grove
  - 2e de la Melbourne to Warrnambool Classic
- 2009
  - 15e étape de l'International Cycling Classic
- 2010
  - 3e étape de la San Dimas Stage Race
  - 2e étape de la Redlands Bicycle Classic
  - Clarendon Cup
  - 2e et 4e étapes du Nature Valley Grand Prix
  - 10e étape du Tour of America's Dairyland
  - 2e du Sunny King Criterium
  - 2e de l'US Air Force Cycling Classic
  - 3e de l'Athens Twilight Criterium
- 2011
  - Crystal City Classic[2]
  - Clarendon Cup[2]
  - 3e étape du Tour of Elk Grove
  - 2e de l'Historic Roswell Criterium
  - 2e de la Crystal City Cup[2]
- 2012
  - National Criterium Calendar
  - 2e du Wilmington Grand Prix
  - 3e du Manhattan Beach Grand Prix
- 2013
  - National Criterium Calendar
  - Tour de Somerville
  - Herman Miller Grand Cycling Classic
  - 2e de l'Historic Roswell Criterium
  - 2e du Wilmington Grand Prix
  - 2e du Tour of America's Dairyland
- 2015
  - National Criterium Calendar
  - Manhattan Beach Grand Prix
  - Clarendon Cup
  - Crystal Cup
  - 6e étape de l'Intelligentsia Cup
  - 3e du Sunny King Criterium

## Classements mondiaux
| Année            | 2005 | 2006 | 2007  | 2008 | 2009 | 2010 | 2011 | 2012 |
| ---------------- | ---- | ---- | ----- | ---- | ---- | ---- | ---- | ---- |
| UCI America Tour |      | 122e | 70e   |      |      |      | 181e | 361e |
| UCI Asia Tour    |      |      |       |      |      |      | 303e |      |
| UCI Europe Tour  |      | 692e | 1272e |      |      |      |      |      |
| UCI Oceania Tour | 38e  | 30e  | 9e    |      |      |      |      |      |